# Tranqueira (Venilale)
Die Tranqueira im osttimoresischen Ort Venilale (Suco Uatu Haco, Verwaltungsamt Venilale, Gemeinde Baucau) ist ein Gebäude aus der portugiesischen Kolonialzeit.
Ursprünglich wurde die Tranqueira als Wohn- und Verwaltungssitz von Distriktsadministrator Armando Eduardo Pinto Correia um 1930 errichtet. Um 1973 war hier das Gesundheitszentrum untergebracht. Heute dient das Gebäude als Sitz des Verwaltungsamtes von Venilale.